# Médouneu
Médouneu är en ort i Gabon. Den ligger i provinsen Woleu-Ntem, i den norra delen av landet, 160 km öster om huvudstaden Libreville. Antalet invånare är 2 445.